# 山陽コカ・コーラボトリング

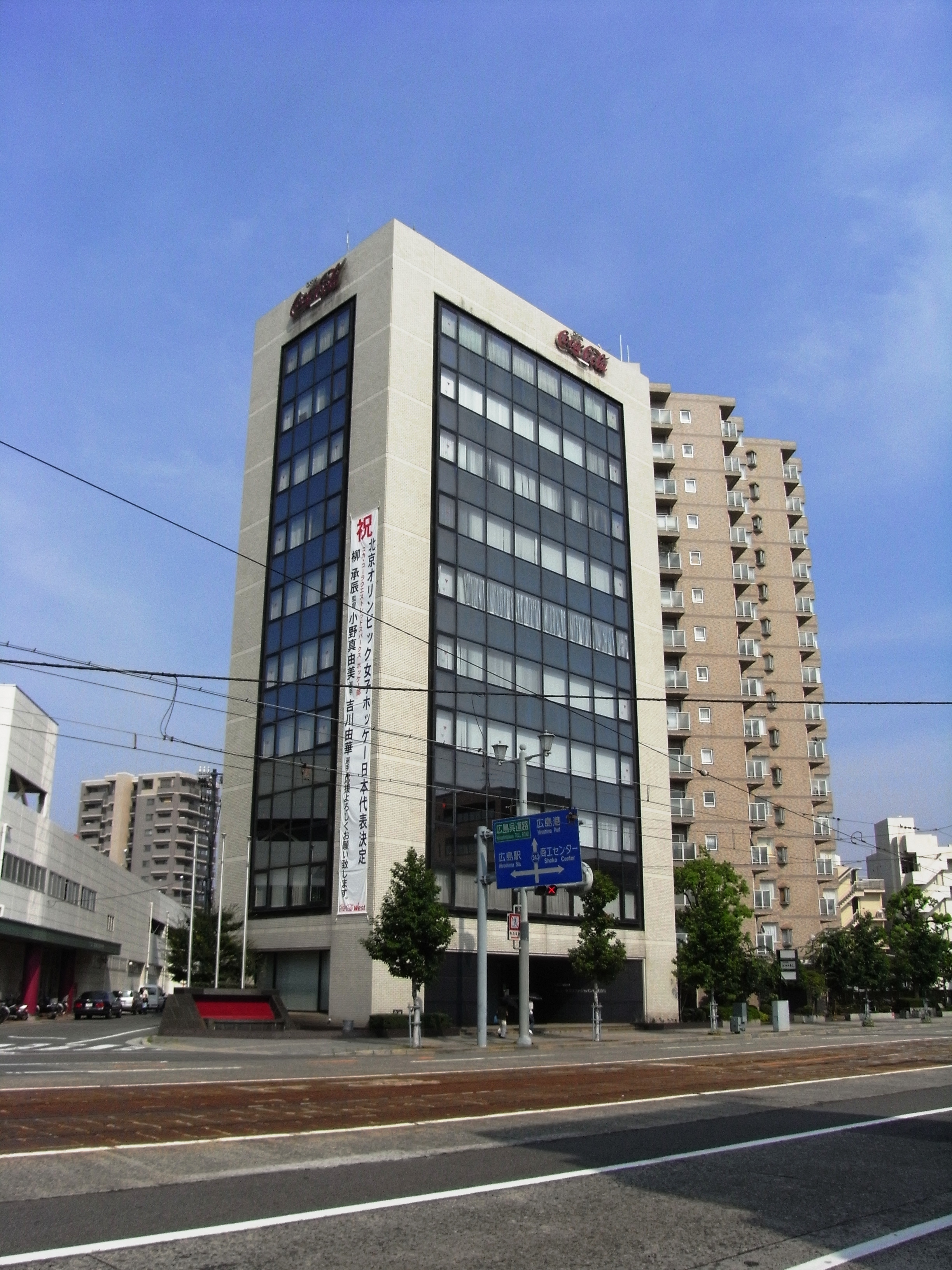
山陽コカ・コーラボトリングの本社が置かれたビル
（現コカ・コーラボトラーズジャパン広島支店）

山陽コカ・コーラボトリング株式会社（Sanyo Coca-Cola Bottling Co., Ltd,）はかつて日本に存在したコカ･コーラボトラーである。のちに北九州コカ・コーラボトリングと合併し、現在はコカ・コーラウエストの一販売地域となっている。
日本冷蔵（現・ニチレイ）が中心となり、昭和炭酸、昭和電工、東洋製罐、日本硝子等多くの企業や財界人が出資した。販売地域は広島県、岡山県、鳥取県、島根県、山口県。旧本社所在地は広島県広島市中区東千田町二丁目11番20号である。

## 沿革
- 1962年（昭和37年）
  - 9月 - 日本冷蔵の役員会で、コカ･コーラ事業への参入を決定。
  - 12月 - 日本冷蔵、昭和炭酸、昭和電工を中心に「山陽飲料株式会社」設立発起人会を開催。
- 1963年（昭和38年）
  - 1月 - 山陽飲料株式会社設立。同年2月に、中国地方5県下でコカ･コーラ製品販売に関する権利を取得。
  - 3月 - 営業を開始。工場が完成していなかったので、当初は中京コカ・コーラボトリングより製品を調達。
  - 8月 - 社名を山陽コカ・コーラボトリング株式会社に変更。
- 1964年（昭和39年）4月 - 本社及び広島工場竣工。
- 1965年（昭和40年）6月 - 他ボトラーからの仕入れでコカ・コーラホームサイズ発売。
- 1967年（昭和42年）4月 - 岡山工場竣工。操業開始。当工場の開設によってホームサイズの自社生産が可能となった。
- 1969年（昭和44年）3月 - 山口工場竣工。操業開始。
- 1970年（昭和45年）5月 - 広島工場第二ライン完成。レギュラーサイズ及びホームサイズの生産を開始。
- 1971年（昭和46年）7月 - 福山工場竣工。操業開始。
- 1972年（昭和47年）5月 - 米子工場竣工。操業開始。
- 1973年（昭和48年）5月 - キャンニング専用として本郷缶詰工場竣工。当時の生産能力は1分間で250ml缶×1200、350ml缶×1400。
- 1975年（昭和50年）7月 - ジョージアコーヒー250g缶を発売。
- 1976年（昭和51年）8月 - HI-Cエード缶の製造を開始。日本コカ・コーラを通じ、各地のボトラーに供給された。
- 1977年（昭和52年）4月 - 岡山工場の生産ラインをリットルサイズ専用に改造し、コカ･コーラ1リットルびんを広島・岡山地域で先行発売（7月から全域で販売開始）。
- 1978年（昭和53年）6月 - リフトオレンジ缶の製造開始。製品は長野コカ・コーラボトリング等にも出荷。
- 1979年（昭和54年）5月 - 広島工場第一ラインをリットルサイズ専用に変更。
- 1979年（昭和54年）8月 - 大阪証券取引所第二部及び広島証券取引所(両市場とも現在の東京証券取引所)に株式を上場。
- 1981年（昭和56年）11月 - 低カロリーの柑橘風味炭酸飲料フレスカ250ml缶及び1リットルびんの販売開始。
- 1982年（昭和57年）
  - 1月 - 岡山工場を廃止。山口工場を休止。
  - 3月 - 福山工場のレギュラーサイズ専用ラインをスーパー300及びリアルゴールド製造可能な設備に改造。
- 1983年（昭和58年）
  - 本郷工場にジョージアコーヒー生産ラインを設置。
  - 2月 - 米子工場廃止。
  - 3月 - 広島工場の第一ラインを1.5リットルPETボトル生産も可能な施設に改造。4月からコカ･コーラ1.5リットルPETボトルの販売を開始。
- 1985年（昭和60年）3月 - 本社を広島市中区東千田町二丁目11番20号のニチレイビルに移転。
- 1990年（平成2年）3月 - 福山工場廃止。ワンウェイびん製品の製造ラインを広島工場に集約。
- 1999年（平成11年）7月 - 北九州コカ・コーラボトリング株式会社と合併し、商号を（初代）コカ・コーラウエストジャパン株式会社に変更。大阪証券取引所市場第一部および広島証券取引所に株式を上場。

## 工場
- 本郷工場（H→SHO）

1973年に本郷缶詰工場として開設。当初は日本コカ･コーラの工場として建設される予定であった。当時の世界最高水準を誇った250ml・350ml兼用の高速キャンニングラインを二つ持ち、その製品は山陽地域のみに留まらず他地域にも出荷された。当初キャンニング設備を持っていなかった沖縄コカ・コーラボトリングは当工場で製造された製品を調達し販売していた。
- 広島工場（本社移転後K→SHI）

旧本社併設工場として開設。長年に渡りびん製品の製造拠点として機能。1980年代にはPET製品の製造も開始され他品種・サイズの生産が可能となった。
- 福山工場（F）

レギュラーサイズ専用の1ラインでスタートし、80年代初頭にリアルゴールドやスーパー300等ワンウェイびん製品の製造も可能な兼用ラインなる。1990年閉鎖。跡地には「ショッピングプラザ サファ福山」が所在。
- 岡山工場（O）

レギュラーサイズ・ホームサイズ兼用の1ラインでスタートし、1977年にリットルサイズ専用ラインに変更するも、工場集約の流れを受け1982年閉鎖。
- 山口工場（Y）

レギュラーサイズ・ホームサイズ兼用の1ラインでスタート。工場集約の流れを受け1982年に設備を休止し後に閉鎖。
- 米子工場（S）

レギュラーサイズ・ホームサイズ兼用の1ラインでスタート。工場集約の流れを受け1983年閉鎖。
※工場名の後ろは製造所固有記号